# Butzen (Hergatz)
Butzen (westallgäuerisch: Butsǝ) ist ein Gemeindeteil der Gemeinde Hergatz im bayerisch-schwäbischen Landkreis Lindau (Bodensee).

## Geographie
Die Einöde liegt circa drei Kilometer nordöstlich des Hauptorts Hergatz und sie zählt zur Region Westallgäu. Südwerstlich der Ortschaft verläuft die Bahnstrecke Buchloe–Lindau.

## Ortsname
Der Ortsname stammt vom Personennamen Butze bedeutet somit (Ansiedlung) des Butze. Eine andere Theorie geht vom althochdeutschen Wort puzza bzw. puzzi für Brunnen, Pfütze aus.

## Geschichte
Butzen wurde erstmals urkundlich um das Jahr 1200 erwähnt als Zin Puzzon an das Kloster St. Gallen zinste. Im 15. Jahrhundert befand sich in Butzen eine Taverne samt Badstube. Im Jahr 1752 fand die Vereinödung von Butzen statt. Der Ort gehörte einst zur Reichsstadt Wangen. 1818 wurde ein Wohngebäude in Butzen gezählt.